# Resseliella proteae
Resseliella proteae är en tvåvingeart som beskrevs av Gagne 1983. Resseliella proteae ingår i släktet Resseliella och familjen gallmyggor. Inga underarter finns listade i Catalogue of Life.